# Andorra en el Festival de la Canción de Eurovisión 2006
Andorra decidió que para el Festival de Eurovisión 2006 fuera elegido en una selección interna por la cadena nacional de RTVA. De más de 44 candidatos, los seleccionadores eligieron a Jenny, con la canción "Sense tú.
Jenny nació en Asturias, España , y es un estudiante de música en Helen Rowson en Barcelona. Ella es una artista nueva, tanto en España y en Andorra, sin ningún éxito comercial previo en cualquier país. El productor de esta, así como la entrada de 2005, fue Rafael Artesero.
Ya que no paso a la final en 2005, Andorra tuvo que competir en la semifinal de 2006 también. La canción fue interpretada en catalán, a pesar del hecho de que tanto las entradas anteriores, también se interpretaron en catalán, les fue bastante mal. Jenny no se clasificó a la final, así, en realidad terminó en último de los 23 concursantes en la semifinal de Atenas.
- Datos: Q1943311